# Herrarnas lagtävling i sabel vid olympiska sommarspelen 1988
Herrarnas lagtävling i sabel i de olympiska fäktningstävlingarna 1988 i Seoul avgjordes den 28-29 september.

## Medaljörer
| Event      | Guld                                                                         | Silver                                                                                          | Brons                                                                                          |
| Sabel, lag | Ungern Imre Bujdosó László Csongrádi Imre Gedővári György Nébald Bence Szabó | Sovjetunionen Andrej Alsjan Michail Burtsev Sergej Korjasjin Sergej Mindirgasov Georgij Pogosov | Italien Massimo Cavaliere Gianfranco Dalla Barba Marco Marin Ferdinando Meglio Giovanni Scalzo |

## Laguppställningar
| Bulgarien - Khristo Etropolski - Vasil Etropolski - Nikolaj Marintjeshki - Nikolaj Mateev - Georgi Tjomakov Kanada - Wulfe Balk - Jean-Marie Banos - Jean-Paul Banos - Bruno Deschênes - Tony Plourde Kina - Jia Guihua - Wang Ruiji - Wang Zhiming - Zheng Zhaokang Frankrike - Philippe Delrieu - Franck Ducheix - Pierre Guichot - Jean-François Lamour | Ungern - György Nébald - Bence Szabó - Imre Bujdosó - Imre Gedővári - Csongrádi Csongrái Italien - Giovanni Scalzo - Marco Marin - Gianfranco Dalla Barba - Ferdinando Meglio - Massimo Cavaliere Polen - Marek Gniewkowski - Robert Kościelniakowski - Andrzej Kostrzewa - Janusz Olech - Tadeusz Piguła | Sydkorea - Kim Sang-Uk - Lee Byeong-Nam - Lee Hyo-Geun - Lee Hyeon-Su - Lee Uk-Jae Sovjetunionen - Sergej Mindirgasov - Michail Burtsev - Heorhij Pohosov - Andrej Alsjan - Sergej Korjasjkin USA - Bob Cottingham - Paul Friedberg - Mike Lofton - Steve Mormando - Peter Westbrook Västtyskland - Felix Becker - Jörg Kempenich - Jürgen Nolte - Dieter Schneider - Stephan Thönnessen |